# Umiliana de' Cerchi
Umiliana de' Cerchi (Firenze, 1219 – Firenze, 19 maggio 1246) è stata una religiosa italiana.
Un tempo molto venerata a Firenze, fu beatificata nel 1694.

## Biografia

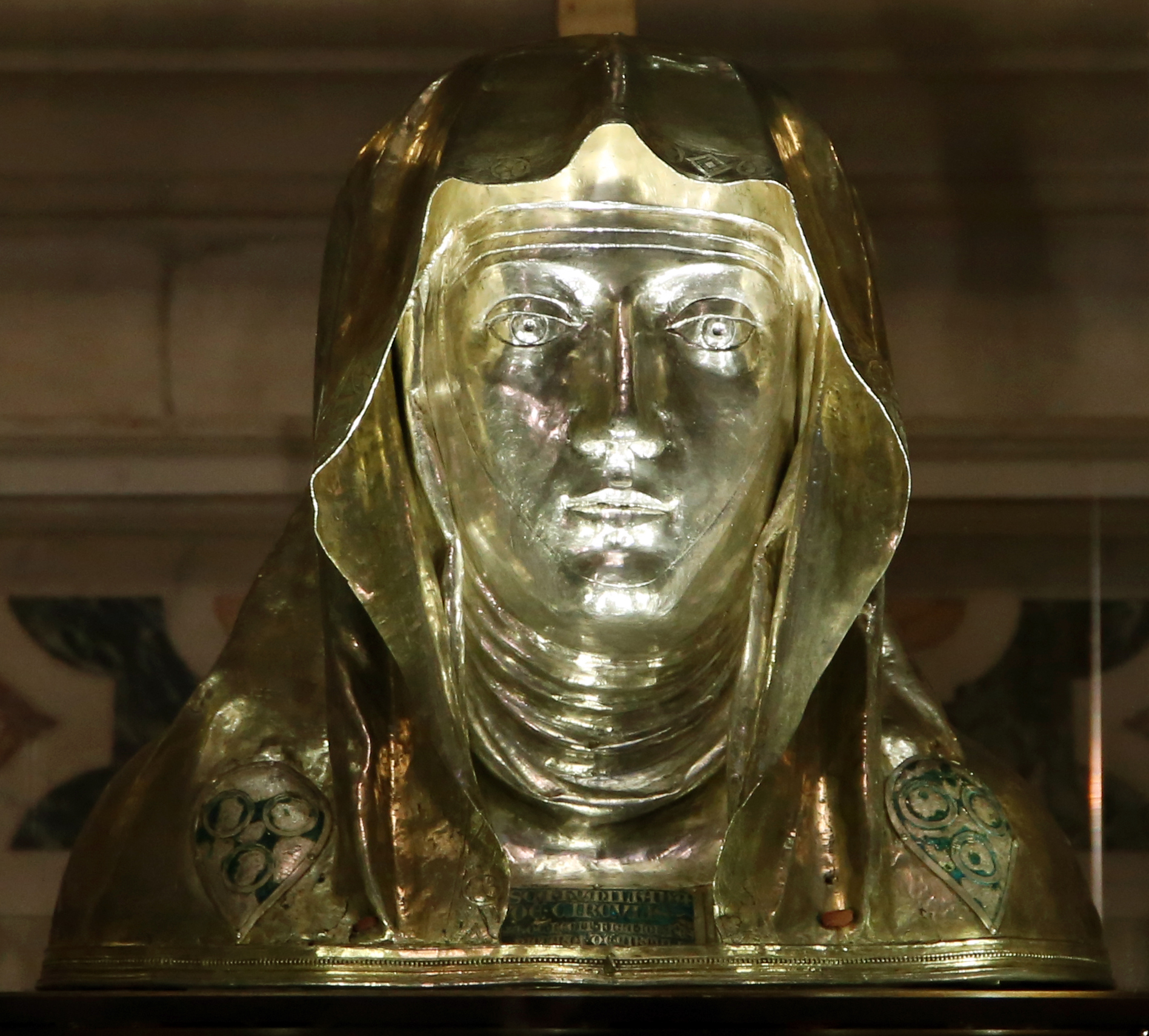
Il reliquiario della Beata Umiliana di Lorenzo Ghiberti, Museo di Santa Croce

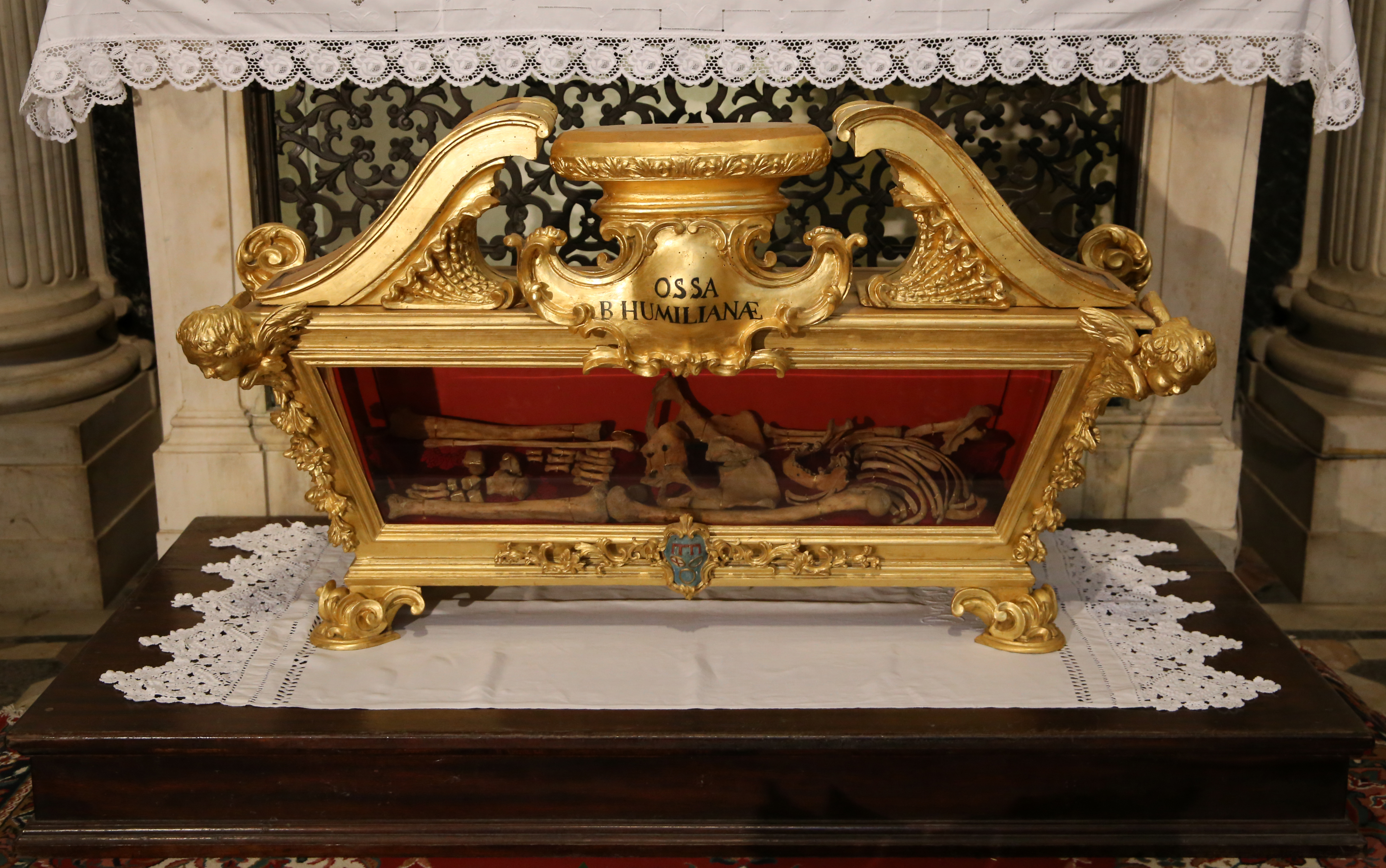
Ossa della beata Umiliana

Nata nella famiglia dei Cerchi, ricchi mercanti che assurgeranno agli onori delle cronache circa un secolo dopo come capi della fazione dei guelfi bianchi a Firenze, all'epoca della sua nascita si erano da poco trasferiti dal contado in città in cerca di maggior fortuna ed erano nel pieno della loro ascesa sociale, ma non ancora all'apogeo. Suo padre Ulivieri, detto Vieri, era infatti nato ad Acone in Val di Sieve (oggi frazione di Pontassieve) dove la famiglia possedeva un castello. Della madre non si hanno molte notizie, probabilmente morì giovane, tanto che suo padre si risposò una seconda volta, avendo in totale ben diciassette figli. Un fratello di Umiliana ricoprì importanti cariche pubbliche.
A quindici anni andò in sposa a un tale Buonaguisi, tessitore benestante, ricordato per l'avidità e la rozzezza dei costumi, e probabilmente fu il padre a sceglierle il consorte, come alcune sue sorelle che andarono in sposa ad altri importanti uomini di famiglie come gli Adimari o i Donati. Umiliana, secondo i biografi, compensava con numerose opere di carità la cattiva condotta del marito toccatole in sorte.
Un sostegno umano e spirituale le veniva quotidianamente dato dalla cognata Ravenna, con la quale andava a messa, curava la casa e si dedicava a instancabili opere di misericordia verso i poveri. Arrivando a sottrarre il cibo dalla mensa per darlo ai bisognosi, a confezionare paramenti sacri con le stoffe preziose del marito e a questuare elemosine tra le ricche amiche, destò l'ira del marito, che quando la scoprì la percosse e la ingiuriò. Ebbe due figlie (di una si sa che si chiamava Regale) e il marito morì verso il 1239, lasciandola vedova. Secondo l'usanza dell'epoca, le vedove erano tenute per un anno dopo la morte del marito nella casa di lui, poi erano costrette a lasciare i figli, che nel caso di Umiliana vennero allevati da Ravenna, e tornare nella famiglia di origine riprendendosi quello che restava della dote. Ci è pervenuto l'atto notarile con il quale il padre incamerò di nuovo la sua dote.
Il padre la voleva maritare di nuovo (aveva poco più di venti anni), ma essa si rifiutò strenuamente, chiedendo di entrare nel monastero femminile accanto alla chiesa di San Pietro a Monticelli. Non potendolo diventare, si rinchiuse nella stanza più alta del palazzo di famiglia, tra Via della Condotta e Via de' Cerchi, uscendo solo per assistere alle funzioni religiose. Si dedicò a pratiche ascetiche, preghiere, digiuni e penitenze anche con il cilicio. Non poté proseguire la sua attività caritatevole, ma non vi rinunciò completamente, aiutando con i suoi miseri mezzi le giovani vedove in difficoltà.
Abbracciò allora la regola francescana, diventando la prima donna a vestire l'abito del Terz'Ordine nella Chiesa di Santa Croce. Si ammalò ed ebbe visioni ed estasi. Numerose erano le persone che le portavano visita considerandola una "santa vivente". Morì il 19 maggio 1246 a ventisette anni. I suoi funerali furono caratterizzati dalla forte presenza e devozione popolare, che spontaneamente rivolgevano a lei preghiere e suppliche. Fu sepolta nella francescana basilica di Santa Croce, prima in terra, poi dietro a una parete sotto la scala del pulpito, poi in una cappella nel chiostro.

## Culto
Oggi le sue reliquie sono conservate in una cappella del transetto, in un'artistica urna. Un reliquiario delle sue spoglie fu anche realizzato in argento da Lorenzo Ghiberti ed oggi si trova nel Museo di Santa Croce.
Suoi agiografi furono fra Vito da Cortona e il confessore di lei, fra' Michele degli Alberti, che entrambi l'avevano conosciuta. Nelle loro opere raccolsero scrupolosamente testimonianze di persone che l'avevano conosciuta, con trentaquattro testimoni, tra i quali le cognate, una nonna e tre domestiche.
Nei tre anni successivi alla sua morte vennero contati 47 miracoli, registrati da fra Ippolito.
Fu beatificata solo il 24 luglio 1694, da papa Innocenzo XII. Per l'occasione, il senatore Vincenzo da Filicaja scrisse una serie di bellissime poesie latine, raccontando come la Santa abbia rinvivito fanciulli, fermato inondazioni, etc. Il suo volto è stato ritratto da Giotto. La beata Umiliana è stata rappresentata anche nell'Albero della Vita, attribuito a Taddeo Gaddi, che si trova nel refettorio della basilica di Santa Croce a Firenze.